# 諾林斯克
57°33′N 49°56′E / 57.550°N 49.933°E
諾林斯克（俄语：Нолинск）是俄羅斯基洛夫州南部的一個城市，距基洛夫以南143公里。2002年人口10,463人。
1668年首見於文獻，1780年設市。1940至1957年曾被改名為莫洛托夫斯克 （Мо́лотовск），以紀念蘇聯總理、外長的維亞切斯拉夫·米哈伊洛維奇·莫洛托夫。